# Chiesa di Santa Maria (Campo nell'Elba)
La chiesa di Santa Maria è un edificio di culto del XII secolo nel territorio comunale di Campo nell'Elba, all'Isola d'Elba.
I ruderi del piccolo edificio in stile romanico, trasformati nel tempo in recinto per capre (caprile), si trovano presso un altopiano tra le località Piane del Canale e Prigioni, alle pendici meridionali del massiccio del Monte Capanne. Non distante della struttura, di cui rimane il perimetro murario e la curvatura absidale, furono rinvenute, secondo la tradizione orale, alcune sepolture medievali.

## Curiosità
La vera intitolazione della chiesa, in realtà, è ignota. Fu l'archeologo Giorgio Monaco (1964) ad ipotizzarne il titolo a Santa Maria, probabilmente per un'errata localizzazione del toponimo Santa Maria in alcune cartografie del XVI secolo che si riferiva invece al Santuario della Madonna del Monte.
Secondo un'ipotesi proposta da Silvestre Ferruzzi, la piccola struttura potrebbe in realtà corrispondere a quella Chiesa di San Mamiliano citata nel manoscritto Relatione delle missioni e dell'isola dell'Elba di Giuseppe Gaburri, risalente al 1698.